# 42 Draconis b
42 Draconis b (abgekürzt auch 42 Dra b), Eigenname Orbitar, ist ein Exoplanet, der den rund 317 Lichtjahre von der Sonne entfernten Roten Riesen 42 Draconis (Fafnir) im Sternbild Drache umkreist.

## Namensherkunft
42 Draconis b erhielt nach einem öffentlich ausgeschriebenen Wettbewerb der IAU erhielt er am 15. Dezember 2015 zusätzlich zu seiner systematischen Bezeichnung den Eigennamen Orbitar; dies aufgrund eines Vorschlag der Brevard Astronomical Society, einer Astronomenvereinigung aus dem Brevard County in Florida (USA). Der Name ist ein selbst erfundenes Kunstwort und soll die Aktivitäten der NASA in der Weltraumfahrt würdigen.

## Entdeckung
Die Entdeckung des Planeten erfolgte im Rahmen einer dreijährigen Messkampagne durch ein Team um die deutsche Astronomin Michaela Döllinger mit dem Alfred-Jensch-Teleskop der  Thüringer Landessternwarte Tautenburg, bei der die Radialgeschwindigkeiten von 62 roten Riesensternen der Spektralklasse K präzise vermessen wurden. Im März 2009 wurde schließlich die Entdeckung von zwei Planeten um die Sterne 42 Draconis und HD 139357 veröffentlicht.

## Eigenschaften
42 Draconis b hat Modellrechnungen zufolge eine Mindestmasse von etwas unter vier Jupitermassen und umkreist 42 Draconis alle 479 Tage in einer exzentrischen Umlaufbahn bei einem Umlaufradius von etwa 1,2 AE. Aufgrund seiner großen Masse muss er ein Gasriese sein.